# Lista de prêmios e indicações recebidos por U2
U2 é uma banda formada na Irlanda em 1976, pelos membros Adam Clayton, Bono, The Edge e Larry Mullen Jr. A banda já vendeu mais de 150 milhões de álbuns e venceu 22 Grammy Awards, mais do que qualquer outra banda de rock.

## American Music Awards
Os American Music Awards são atribuídos anualmente. Os U2 venceram uma vez e foram indicados sete vezes.
| Ano  | Prémio                                    | Resultado |
| ---- | ----------------------------------------- | --------- |
| 1988 | Favorite Pop/Rock Band/Duo/Group          | Nomeado   |
| 1988 | Favorite Pop/Rock Álbum (The Joshua Tree) | Nomeado   |
| 1993 | Favorite Pop/Rock Band/Duo/Group          | Nomeado   |
| 1993 | Favorite Pop/Rock Álbum (Achtung Baby)    | Nomeado   |
| 1994 | Favorite Pop/Rock Band/Duo/Group          | Nomeado   |
| 1998 | Favorite Pop/Rock Band/Duo/Group          | Nomeado   |
| 2002 | Internet Fans Award                       | Vencedor  |
| 2002 | Favorite Pop/Rock Band/Duo/Group          | Nomeado   |

## BillboardMusic Awards
A Billboard Music Awards são patrocinados pela revista Billboard e são realizados anualmente. Os prêmios são baseados em dados de vendas da Nielsen SoundScan e em informações de rádio da Nielsen Broadcast Data Systems. O U2 possui sete prêmios de quinze indicações.
| Ano  | Candidato/Trabalho  | Categoria                       | Resultado |
| ---- | ------------------- | ------------------------------- | --------- |
| 1992 | U2                  | Melhor Artista de Rock          | Venceu    |
| 1992 | U2                  | Melhor Artista de Rock Moderno  | Venceu    |
| 1992 | U2                  | Turnê Boxscore                  | Venceu    |
| 1992 | "Mysterious Ways"   | Melhor Canção de Rock           | Venceu    |
| 1992 | "One"               | Melhor Canção de Rock           | Venceu    |
| 2005 | U2                  | Melhor Artista da Billboard 200 | Indicado  |
| 2011 | U2                  | Melhor Duo/Grupo                | Indicado  |
| 2011 | U2                  | Melhor Artista em Turnê         | Venceu    |
| 2012 | U2                  | Melhor Artista em Turnê         | Venceu    |
| 2016 | U2                  | Melhor Artista em Turnê         | Indicado  |
| 2016 | U2                  | Melhor Duo/Grupo                | Indicado  |
| 2018 | U2                  | Melhor Artista em Turnê         | Venceu    |
| 2018 | U2                  | Melhor Turnê de Rock            | Venceu    |
| 2018 | U2                  | Melhor Duo/Grupo                | Indicado  |
| 2018 | Songs of Experience | Melhor Álbum de Rock            | Indicado  |

## BillboardTouring Awards
A Billboard Touring Awards é uma reunião anual patrocinada pela revista Billboard, que também homenageia os principais artistas e profissionais internacionais da indústria de entretenimento ao vivo, sendo criado em 2004.
| Ano  | Turnê                                                                         | Categoria       | Resultado |
| ---- | ----------------------------------------------------------------------------- | --------------- | --------- |
| 2005 | Vertigo Tour                                                                  | Melhor Turnê    | Venceu    |
| 2005 | Vertigo Tour                                                                  | Melhor Design   | Venceu    |
| 2005 | Vertigo Tour                                                                  | Melhor Boxscore | Venceu    |
| 2009 | U2 360° Tour                                                                  | Melhor Boxscore | Venceu    |
| 2010 | U2 360° Tour                                                                  | Melhor Turnê    | Venceu    |
| 2010 | U2 360° Tour                                                                  | Melhor Design   | Venceu    |
| 2011 | U2 360° Tour                                                                  | Melhor Turnê    | Venceu    |
| 2011 | U2 360° Tour                                                                  | Melhor Design   | Venceu    |
| 2015 | Innocence + Experience Tour (Madison Square Garden, 18 a 31 de julho de 2015) | Melhor Boxscore | Indicado  |
| 2017 | The Joshua Tree Tour 2017                                                     | Melhor Boxscore | Venceu    |
| 2017 | The Joshua Tree Tour 2017                                                     | Melhor Turnê    | Indicado  |
| 2017 | The Joshua Tree Tour 2017                                                     | Melhor Design   | Indicado  |

## BRIT Awards
Os BRIT Awards são atribuídos anualmente pela British Phonographic Industry. A banda venceu oito vezes.
| Ano  | Prémio                            | Resultado |
| ---- | --------------------------------- | --------- |
| 1983 | Best Live Act                     | Vencedor  |
| 1988 | Best International Group          | Vencedor  |
| 1989 | Best International Group          | Vencedor  |
| 1990 | Best International Group          | Vencedor  |
| 1992 | Best International Group          | Vencedor  |
| 1998 | Best International Group          | Vencedor  |
| 2001 | Best International Group          | Vencedor  |
| 2001 | Outstanding Contribution To Music | Vencedor  |

## Grammy Awards
Os Grammy Awards são atribuídos anualmente pela National Academy of Recording Arts and Sciences. A banda está em igualdade em número de prêmios com Stevie Wonder, tendo ganho vinte e duas vezes. Ganharam na categoria "Best Rock Duo or Group" sete vezes, a categoria "Album of the Year", "Record of the Year", "Song of the Year" e "Best Rock Album" todas duas vezes.
| Ano  | Prémio                            | Trabalho                                  | Resultado |
| ---- | --------------------------------- | ----------------------------------------- | --------- |
| 1988 | Álbum of the Year                 | The Joshua Tree                           | Vencedor  |
| 1988 | Best Rock Duo or Group with Vocal | The Joshua Tree                           | Vencedor  |
| 1989 | Best Rock Duo or Group with Vocal | "Desire"                                  | Vencedor  |
| 1989 | Best Performance Music Video      | "Where the Streets Have No Name"          | Vencedor  |
| 1993 | Best Rock Duo or Group with Vocal | Achtung Baby                              | Vencedor  |
| 1994 | Best Alternative Music Álbum      | Zooropa                                   | Vencedor  |
| 1995 | Best Long Form Music Video        | Zoo TV: Live from Sydney                  | Vencedor  |
| 2001 | Best Rock Duo or Group with Vocal | "Beautiful Day"                           | Vencedor  |
| 2001 | Song of the Year                  | "Beautiful Day"                           | Vencedor  |
| 2001 | Record of the Year                | "Beautiful Day"                           | Vencedor  |
| 2002 | Best Rock Álbum                   | All That You Can't Leave Behind           | Vencedor  |
| 2002 | Best Rock Duo or Group with Vocal | "Elevation"                               | Vencedor  |
| 2002 | Best Pop Duo or Group with Vocal  | "Stuck In A Moment You Can't Get Out Of"  | Vencedor  |
| 2002 | Record of the Year                | "Walk On"                                 | Vencedor  |
| 2005 | Best Short Form Music Video       | "Vertigo"                                 | Vencedor  |
| 2005 | Best Rock Song                    | "Vertigo"                                 | Vencedor  |
| 2005 | Best Rock Duo or Group with Vocal | "Vertigo"                                 | Vencedor  |
| 2006 | Álbum of the Year                 | How to Dismantle an Atomic Bomb           | Vencedor  |
| 2006 | Song of the Year                  | "Sometimes You Can't Make It on Your Own" | Vencedor  |
| 2006 | Best Rock Duo or Group with Vocal | "Sometimes You Can't Make It on Your Own" | Vencedor  |
| 2006 | Best Rock Song                    | "City of Blinding Lights"                 | Vencedor  |
| 2006 | Best Rock Álbum                   | How to Dismantle an Atomic Bomb           | Vencedor  |

## Meteor Music Awards
Os Meteor Music Awards são atribuídos anualmente pelo canal Meteor desde 2001. A banda venceu quinze prêmios.
| Ano  | Prémio                                              | Trabalho                        | Resultado |
| ---- | --------------------------------------------------- | ------------------------------- | --------- |
| 2001 | Best Irish Band                                     |                                 | Vencedor  |
| 2001 | Best Irish Rock Group Álbum                         | All That You Can't Leave Behind | Vencedor  |
| 2001 | Best Irish Songwriter (atribuído a Bono e The Edge) |                                 | Vencedor  |
| 2002 | Best Irish Rock Band                                |                                 | Vencedor  |
| 2002 | Best Irish Rock Álbum                               | All That You Can't Leave Behind | Vencedor  |
| 2002 | Best Irish Rock Single                              | "Walk On"                       | Vencedor  |
| 2002 | Best Irish Video                                    | "Elevation"                     | Vencedor  |
| 2002 | Best Irish Live Performance                         |                                 | Vencedor  |
| 2002 | Best Irish Songwriter (atribuído a Bono)            |                                 | Vencedor  |
| 2002 | Best Irish Musician (atribuído a The Edge)          |                                 | Vencedor  |
| 2003 | Best Group                                          |                                 | Vencedor  |
| 2003 | Humanitarian Award (atribuído a Bono)               |                                 | Vencedor  |
| 2006 | Best Irish Band                                     |                                 | Vencedor  |
| 2006 | Best Irish Álbum                                    | How to Dismantle an Atomic Bomb | Vencedor  |
| 2006 | Best Live Performance                               | Pela atuação em Croke Park      | Vencedor  |

## MTV Video Music Awards
Os MTV Video Music Awards são atribuídos anualmente pelo canal MTV. U2 venceram seis prêmios.
| Ano  | Prémio                                           | Trabalho                                | Resultado |
| ---- | ------------------------------------------------ | --------------------------------------- | --------- |
| 1987 | Viewer's Choice                                  | "With or Without You"                   | Vencedor  |
| 1989 | Best Video from a Film                           | "When Love Comes to Town"               | Vencedor  |
| 1992 | Best Special Effects in a Video Best Group Video | "Even Better Than the Real Thing"       | Vencedor  |
| 1995 | International Viewer's Choice Award—MTV Europe   | "Hold Me, Thrill Me, Kiss Me, Kill Me]" | Vencedor  |
| 2001 | Video Vanguard Award                             |                                         | Vencedor  |

## Q Awards
Os Q Awards são atribuídos anualmente pela revista Q. Os U2 venceram dez prêmios.
| Ano  | Prémio                                                 | Resultado |
| ---- | ------------------------------------------------------ | --------- |
| 1990 | Best Act in the World Today                            | Vencedor  |
| 1991 | Best Act in the World Today                            | Vencedor  |
| 1992 | Best Act in the World Today                            | Vencedor  |
| 1993 | Best Act in the World Today                            | Vencedor  |
| 1994 | Merit Award                                            | Vencedor  |
| 1996 | Q Inspiration Award                                    | Vencedor  |
| 2004 | Q Icon                                                 | Vencedor  |
| 2005 | Best Live Act                                          | Vencedor  |
| 2006 | The Q Innovation In Sound Award (atribuído a The Edge) | Vencedor  |
| 2006 | The Q Award of Awards                                  | Vencedor  |

## Outros Prêmios
| Ano         | Prémio                                              |
| ----------- | --------------------------------------------------- |
| Juno Awards |                                                     |
| 1989        | International Entertainer of the Year               |
| 1993        | International Entertainer of the Year               |
| 2002        | Jack Richardson Best Producer Award (Daniel Lanois) |
| NME Awards  |                                                     |
| 2001        | Best Rock Act                                       |
| 2001        | Godlike Genius                                      |
| 2002        | Best Live Act                                       |

Em 1989 e 1993, os U2 venceram os Juno Awards na categoria International Entertainer of the Year e o produtor Daniel Lanois ganhou na categoria Jack Richardson Best Producer Award pelo seu trabalho em "Beautiful Day" e "Elevation".
Em 1992, a banda venceu o No. 1 Album Tracks Artist nos Billboard Music Awards por "Mysterious Ways". Em 2001, receberam nos NME Awards nas categorias "Godlike Genius" e "Best Rock Act". No ano seguinte, recebem o prémio "Best Live Act".
Em 2003 recebem dois Golden Globe Award e ainda o prémio Las Vegas Film Critics Society na categoria "Best Song" por "The Hands That Built America", que serviu de banda sonora no filme Gangs of New York.
No ano seguinte ganharam  a categoria "Favorite Group" nos People's Choice Awards.
Em 2005 a banda foi incluída no Rock and Roll Hall of Fame de Cleveland.
Pela Billboard Music Awards de 2011 e de 2012, a turnê U2 360º Tour ganhou o prêmio de melhor turnê do ano e de todos os tempos. A Tour terminou em 30 de julho de 2011 em Moncton, Canadá: com o faturamento de mais de US$ 736 milhões em vendas de ingressos (maior renda de todos os tempos) e um público espectador de quase oito milhões de pessoas (maior público de todos os tempos) 
No início de 2014, a banda recebeu seu segundo Golden Globe Award, de melhor canção original por "Ordinary Love", do filme "Mandela: Long Walk Into Freedom". A faixa também foi indicada a outras premiações como o Óscar e o Critics' Choice Television Award.